# Famille d'Estouteville
Ne doit pas être confondu avec Maison d'Estouteville.
Pour les articles homonymes, voir Estouteville.
 (mars 2025).
 (mars 2025).
Améliorez-le ou discutez des points à vérifier. 
La famille d'Estouteville (prononcer /de.tut.'vil/) est une ancienne famille de la noblesse normande, originaire du pays de Caux entre Fécamp, Saint-Valery-en-Caux et Yvetot, avec les domaines de Valmont (berceau de la famille), Étoutteville, Estoutevillette, le manoir d'Estouteville aux Loges, ainsi qu'à Estouteville-Écalles.
La famille s'éteint en France au XVIe siècle, mais un rameau illégitime survit en Italie sous le nom de Tuttavilla, illustré par Francisco Tuttavilla y del Tufo.

## Historique

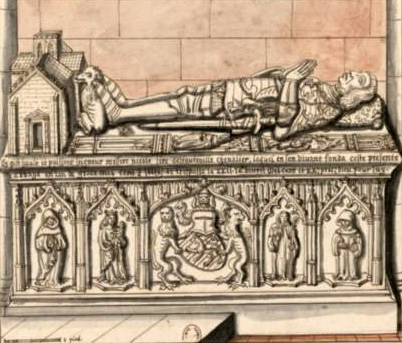
Gisant de Nicolas, relevé par Roger de Gaignières.

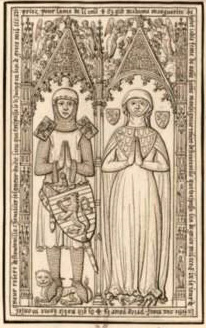
Robert d'Estouteville, chevalier, mort en 1321 et Marguerite de Hotot, sa femme, morte en 1360, gisant de l'abbaye de Valmont.

### RobertIer(fin duXIesiècle)
Robert Ier d'Estouteville est seigneur de Valmont et d'Etoutteville en pays de Caux.
Il serait le fils d'un Robert Grondebœuf, peu assuré, qui aurait combattu avec Guillaume le Conquérant (à moins que ce soit plutôt lui-même dans sa jeunesse ? ; il aurait alors pu voir le jour entre 1140 et 1150).
Il a peut-être épousé une femme nommée Blanche ou Béatrice, peut-être la sœur d'Alain de Rieux, fils de Guéthénoc, qui aurait lui-même épousé une sœur de Robert, Amaurie d'Estouteville. Robert et Amaurie auraient une autre sœur, Mathild (Mahaut/Maude) d'Estouteville, qui serait la femme de Gilbert Talbot.
Entre 1088 et 1100, il reçoit du roi d'Angleterre Guillaume le Roux, la majeure partie des fiefs de Hugues Fitz Baldric dans le Yorkshire.
Robert Ier d'Estouteville est un fidèle de Robert Courteheuse qu'il accompagne en 1096 à la première croisade.
Il semble avoir été impliqué dans la guerre entre le duc Robert Courteheuse) et son frère le roi Henri Beauclerc.
En 1105 se profile la guerre fratricide qui va opposer Henri Beauclerc à son frère Robert Courteheuse. Robert d'Estouteville renforce alors ses châteaux du pays de Caux). Il est probable qu'il a substitué aux fortifications de terre et de bois de Valmont (Seine-Maritime), un donjon de pierre.
Après le combat de Saint-Pierre-sur-Dives, il est fait prisonnier en 1106 lors de la bataille de Tinchebray. Henri, vainqueur, s'empare alors du duché de Normandie et Robert Courteheuse est détenu jusqu'à sa mort en 1134 dans une prison anglaise. Toutes ses[pas clair] possessions anglaises sont confisquées.

### De Robert II à Robert IV
- Robert II, fils du précédent (mort après 1138), représente la génération suivante, revenue en faveur auprès de Beauclerc (roi de 1100 à 1135, duc de 1106 à 1135) et/ou d'Étienne (roi de 1135 à 1154). Il serait dans l'armée anglaise lors de la bataille de l'Étendard au mois d'août 1138 contre l'Écosse du roi David Ier. Il épouserait 1° Jeanne Talbot dame de Cleuville, qui serait une petite-fille de Richard Ier Talbot, le frère aîné de Gilbert Talbot rencontré plus haut, d'où :
- Nicolas Ier d'Estouteville (mort en 1177, fondateur en 1169 de l'abbaye de Valmont) ; et son demi-frère cadet Robert (III) (établi en Angleterre († 1183/1186), fils de la 2e femme de Robert II, Erneburg ; Robert III a d'autres frères, dont certains aussi installés en Angleterre comme William, Eustache et Jean/John de Stuteville, ce dernier étant fieffé à Chetelebi/Ab Kettleby, Leicestershire, et à Herdeby, Lincolnshire, et faisant souche ; une sœur, Burga, semble épouser William II, fils d'Ivo/Yves et petit-fils de William/Guillaume Ier Pantulf) : avec eux, la faveur royale/ducale continue sous Henri II Plantagenêt (roi de 1154 à 1189, duc à partir de 1150/1151) et ses fils Richard et Jean[4]. Nicolas épouse Juliane/Julienne (de Thorotte ?), d'où :
- Robert III (ou IV) († vers 1185/1186), x Léonie/Léonelle, dame de Rames (à Gommerville)[6] (peut-être une Salisbury ; † vers 1214)
  - → un frère de Robert, Guillaume d'Estouteville († av. 1210), possessionné entre Yvetot et Caudebec à Crétot : cf. Saint-Aubin, Saint-Gilles, les Estouteville ayant aussi à proximité le fief d'Aussebosc, serait le mari d'Hélène, fille de Jean comte de Ponthieu ; un frère de Robert et Guillaume, Nicolas (II) d'Estouteville, épouse Hodierne (de La Tournelle ?)
- Henri Ier (vers 1170-1231/1232), fils de Robert et Léonie, x Mahaut/Mathilde († vers 1212), fille de Jean comte d'Eu
  - → Samson d'Estouteville, frère d'Henri et mari d'Edme de Boschin, seigneur de Grousset (serait-ce Gruchet, proche de Crétot, ou Gruchet, proche de Lammerville ?), Saint-Aubin et Courtebulle/Cotecable en Crétot, est la souche des sires de Grousset
- Jean Ier (vers 1200-1258 ou ap. 1262), x Agnès, fille de Geoffroy V de Châteaudun et d'Adèle/Alix de Nevers (sœur d'Hervé IV de Donzy), dame du Bouchet en Vendômois (à Nourray, Lancé, Crucheray ; la seigneurie prend alors le nom du Bouchet-Touteville[7])
  - → Le frère de Jean, Robert d'Estouteville, époux de Péronnelle de La Crique de Criquetot, fonde les d'Estouteville de Criquebeuf ; et leur sœur Isabeau d'Estouteville marie Pierre de Préaux, fils de Guillaume de Préaux, lui-même fils de Jean, petit-fils d'Osbert et neveu d'autre Pierre de Préaux
- Robert IV (V) Passemer (vers 1240-† vers 1300/1310, peut-être à Courtrai en 1302), épouse Jeanne/Alix Bertran de Bricquebec, sœur du maréchal Robert, qui lui apporte le patronage de l'abbaye de Beaumont-en-Auge et les fiefs de Baigneville, Angerville, plus la châtellenie de La Remuée.

C'est avec leurs deux fils, Robert V (ou VI) († v. 1334) et Estout († v. 1308), que la maison d'Estouteville se divise en deux branches fondamentales.

### La branche aînée après Robert IV
→ Robert V (VI) († v. 1334), époux en 1311/1320 de Marguerite/Marie d'Hotot/Hautot-sur-Dieppe, dame de Bernouville/Berneval, Vasqueil et probablement de Lammerville, est la souche de la branche aînée des sires d'Estouteville, Valmont et Cleuville :
- Nicolas/Colart II d'Estouteville-Valmont († vers 1347), deuxième fils de Robert V et de Marguerite/Marie d'Hotot ci-dessus (le premier fils, Robert VI (VII), était † dès 1335), seigneur d'Estouteville, Valmont, Aussebosc, Freulleville et Lammerville, baron de Cleuville, épouse en 1338 Jeanne (fille de Robert de La Tournelle et Marie de Ferrières ; † 1373, veuve de Jean Ier de Montmorency-Beaussault et Breteuil, remariée plus tard à Louis d'Harcourt, vicomte de Châtellerault et seigneur d'Aarschot, † 1388)
  - On trouve parmi la fratrie de Colart : son frère aîné Robert VI (VII) d'Estouteville († dès 1335), sans postérité ; Raoul de Rames, général des Aides en Normandie, mari de Marguerite d'Harcourt, d'où le rameau des sires de Rames ; et Nicolas/Louis d'Estouteville, sire de Freulleville et du Bouchet (à Nourray, Lancé, Crucheray), x Isabeau/Laure de Chambly, d'où le rameau des sires du Bouchet et de Freulleville, fondu en 1417 dans les Beauvilliers
- Robert VII (VIII) (1312-vers 1396), fils aîné de Colart II, x 1356 Marguerite de Montmorency, dame d'Offranville, de Berneval et du Bosc († 1406)
  - → le frère cadet de Robert, Colart II ou III, capitaine de Pont de l'Arche, assure la suite des sires d'Auzebosc et Lammerville par son 1er mariage avec Jeanne d'Auricher de Turgoville ; leur petite-fille héritière Antoinette d'Estouteville épouse Georges Havart, vicomte de Dreux — voir l'article Châteauneuf — d'où succession dans les maisons de Boulainvilliers-Dammartin (par la mère de Philippe III de Boulainvilliers) et de Laval-La Faigne
- Jean II d'Estouteville couramment appelé "Le Géant"[10] (1378-† v. 1435/1436), fils aîné de Robert VII et Marguerite de Montmorency, Grand-bouteiller de France en 1415, épouse vers 1396 Marguerite d'Harcourt, nièce de Charles V : voir Maison d'Harcourt
  - → parmi les frères et sœurs de Jean II : Guillaume d'Estouteville est dit président à la Cour des Aides de Paris en 1374, mais aussi chanoine de Rouen puis évêque d'Evreux en 1374-1375/1376[11] : confusion à éclaircir avec son cousin homonyme Guillaume d'Estouteville-Torcy ci-dessus[12] ; Marguerite, x 1402 Roger de Bréauté ; Isabeau († 1438), x 1° 1396 Gautier de Vienne de Mirebel († 1396 sans postérité à Nicopolis), x 2° 1401 Jean II de Béthune-Locres († 1415 à Azincourt) : dans leur descendance figure Sully, et x 3° ap. 1416 Henri III de Grandpré de Hans ; Catherine (v. 1385-1454), abbesse de Maubuisson ; et Isabeau d'Estouteville, x Jacques de Montenay de Garencières
- Louis d'Estouteville (av. 1400-1464), fils aîné de Jean II et Marguerite d'Harcourt, seigneur de Valmont, capitaine du Mont-Saint-Michel, fut gouverneur-lieutenant-général en Normandie et en Picardie, Grand-sénéchal de Normandie, Grand-bouteiller de France, fidèle à Charles VII. Marié vers 1413 à Jeanne Paynel, dame de Hambye, Bricquebec, Chanteloup, Gacé et Moyon, et frère aîné du...
  - ... cardinal Guillaume d'Estouteville (né à Valmont en 1403, mort le 22 décembre 1483 à Rome), archevêque de Rouen, grand bâtisseur à Rome (basilique Sant'Agostino in Campo Marzio, palazzo Sant'Apollinare, chapelle Santi Michele e Pietro ad Vinculi de Sainte-Marie-Majeure, etc.), à Gaillon et à Rouen. Légat du pape Nicolas V en France, il fut chargé en 1452 de préparer la révision du procès de Jeanne d'Arc et donna à l'université de Paris de nouveaux statuts
    - Gugliemo Tuttavilla (-1507), fils illégitime du cardinal, comte de Sarno, poète, diplomate et militaire napolitain fondateur du rameau italien de la famille[13]
- Michel d'Estouteville (vers 1415-1469), fils de Louis et Jeanne Paynel, héritier des fiefs paternels et maternels, participe à la reconquête de la Normandie sur les Anglais en 1450, x 1448 Marie de La Roche-Guyon († 1497), remariée vers 1470/1474 à Bertin de Silly, dame d'Attichy — voir aussi l'article Acqigny — d'Auneau, Rochefort, Bernarville, vicomtesse de Roncheville (cf[14], et Roncheville) ; → Michel avait un frère, Jean († ap. 1475 ; Postérité naturelle), sire de Bricquebec, Hambye et Gacé, capitaine du Mont-Saint-Michel
- Jacques d'Estouteville (1448-1489), fils des précédents, capitaine de Falaise, x 1480 Louise, fille de Jean d'Albret et Catherine de Rohan († 1494), qui fut mère par sa liaison avec le duc Jean II de Bourbon de Charles, bâtard de Bourbon († 1502 ; sénéchal de Toulouse, vicomte de Lavedan par son mariage avec Louise du Lion, auteur de la Maison de Bourbon-Lavedan-Malause)
  - → la fratrie de Jacques : Guyon d'Estouteville († ap. 1505), sire d'Hambye, Bricquebec, Gacé, Moyon, x 1480 Isabelle fille d'Antoine de Croÿ-Porcien, d'où Jacqueline qui marie son cousin Jean III ci-après ; Marguerite († vers 1513), x François de Scépeaux : grands-parents du maréchal François de Scépeaux ; Catherine († 1521), x 1485 Henri d'Espinay : Postérité ; Jeanne, x Jacques des Barres ; et Perrette d'Estouteville († 1500), x René de Clermont-Gallerande, gouverneur d'Honfleur, vice-amiral de France : d'où les Clermont d'Amboise
- Jean III d'Estouteville (1483-1517), fils de Jacques et Louise d'Albret, vicomte de Roncheville, x 1509 sa cousine germaine Jacqueline d'Estouteville dame d'Hambye, Bricquebec, Gacé et Moyon ci-dessus : d'où la duchesse Adrienne d'Estouteville vue plus loin
  - → la fratrie de Jean III : Françoise (1482-1513), x 1500 Jean V de Lévis-Mirepoix : Postérité ; Louis, abbé de Valmont, Hambye et Savigny ; Antoine d'Estouteville (1486-après 1499), comte de Créances et Chanteloup, marié à Isabeau, fille de Gilles de Carbonnel de Sourdeval.

### La branche cadette (Estoutemont et Torcy)
Estout d'Estouteville († vers 1308), frère cadet de Robert V, est l'origine de la branche cadette de la famille, celle des sires d'Estoutemont et de Torcy : branche vue plus en détail à l'article Robert (vers 1410-1479). Appartiennent à cette branche : son fils < Jean II († entre 1356 et 1380 ; sa 1re épouse fut Jeanne de Fiennes), père de < Nicolas/Colart II († 1415 à Azincourt ; sire de Beynes par son gendre Robert L'Estendart, et de Blainville par sa femme Jeanne/Blanche de Mauquenchy de Blainville, fille du maréchal Jean Mouton), et père aussi des prélats Guillaume et Thomas qui suivent :
- Guillaume d'Estouteville Ier, évêque de Lisieux,
- Thomas d'Estouteville, évêque de Beauvais, frère du précédent.

Ils sont les oncles de :
- - Guillaume d'Estouteville (1379-1449), fils de leur frère Nicolas/Colart II († 1415) vu ci-dessus ; Grand-maître des Eaux et Forêts de France ; x 2° Jeanne d'Oudeauville/Ondeauville/Doudeauville en Boulonnais, dame de Novion en Ponthieu et de Caumartin. Parents des suivants :
    - Jean III d'Estouteville de Torcy, maître des Arbalétriers, qui est vu de façon plus détaillée ci-dessous, et son frère cadet...
    - Robert VI ou VII d'Estouteville (vers 1410-1479), prévôt et vicomte de Paris, contribua avec la noblesse de Normandie à la libération de Nancy assiégée par Charles Le Téméraire. Il était conseiller et chambellan des rois Charles VII et Louis XI. Capitaine de Fécamp, il épouse Ambroisine de Loré, dame de Muessy (fille d'Ambroise de Loré, prévôt de Paris, et de Catherine de Marcilly, baronne d'Ivry). Il fait édifier un château fort à Beynes (Yvelines), participant ainsi à la défense de Paris contre les Anglais. Parents de:
      - Jacques d'Estouteville (vers 1440-1509), seigneur de Beynes, prévôt de Paris[15] à la suite de son père, époux de Gillette de Coëtivy[16], fille de Marie de Valois (1444-1473). Parents de plusieurs filles.
- Quant à Charles d'Estouteville, seigneur de Villebon et échanson du roi, mort en 1508, époux d'Hélène de Beauveau-Craon — dont Marie et Jean d'Estouteville, bailli de Rouen, nommé à ce poste le 10 juin 1522 — il appartenait au rameau du Mesnil-Simon, Villebon et Montdoucet (branche cadette de Torcy), en étant le fils de Louis Blanchet et le petit-fils de Jeannet d'Estouteville, lui-même fils cadet de Jean II († entre 1356 et 1380) et frère cadet de Nicolas/Colart II († 1415) ci-dessus.
- Anne d'Estouteville a épousé Godemar du Fay (deuxième du nom) fils de Pierre du Fay et de Julienne de Poitiers, cette famille était installée en Lorraine au XVIIe siècle[17].

### Jean III, seigneur de Torcy (1404-1494)
Jean III d'Estouteville, seigneur de Torcy, Ondeauville (Doudeauville) et Blainville, etc., né vers 1404/1405 et mort le 11 septembre 1494, est le fils de Guillaume d'Estouteville (1379-19 novembre 1449), chevalier, seigneur de Torcy, Blainville et Estouttemont, Beynes, baron d'Ivry, etc. et de Jeanne d'Ondeauville (Doudeauville) (?-1449) dame de Conches, Novion et Caumartin, fille de Jean du Bois dit «Mansart», seigneur de Doudeauville, Raincheval et Novion, et de Jeanne de Créquy,.
Frère de Robert VII d'Estouteville, Jean d'Estouteville était chambellan du Roi, chevalier de l'ordre de Saint-Michel, prévôt de Paris, capitaine du château de Caen et maître des Arbalétriers de France. 
Il avait 17 ans lorsque le roi d'Angleterre lui rendit en 1422, ainsi qu'à ses frères, les biens qui avaient été confisqués sur son père, pour avoir tenu le parti du roi de France.
Étant depuis rentré au service du roi, il l'établit à la garde de Fécamp et d'Harfleur. Il fut établi prévôt de Paris, en juillet 1446, mais se démit peu de temps après de cette charge en faveur de son frère Robert et fut nommé chambellan du Roi.
Il commanda les francs-archers au secours de Tournai et au retour fut pourvu de la charge de Maître des Arbalétriers de France en 1449, qu'il exerça jusqu'en 1461.
Il sert lors de la conquête de la Normandie en 1449 et 1450 et se trouve à la bataille de Formigny. Il est également présent à la bataille de Guinegatte, en 1479.
Il meurt le 11 septembre 1494 à l'âge d'environ 90 ans.
Il est le fondateur de la Collégiale de Blainville (5 janvier 1489).
Jean d'Estouteville avait épousé Françoise de La Rochefoucauld, dame de Monbazon, fille d'Aymar de La Rochefoucauld, seigneur de Montbazon, Sainte-Maure et Nouâtre, et de Jeanne de Partieul-Martreuil dame d'Aizie, Hérisson, et de La Saisine, La Libordière, Leigné, Argentières, Le Plessis-Olivier.
Ils eurent un fils unique :
- Louis d'Estouteville, seigneur de Sainte-Maure et de Nouâtre, mort avant son père en 1476.

## Postérité du nom d'Estouteville après l'extinction de la famille

Armes de François II et de Marie II de Bourbon-Saint-Pol. L'écu écartèle les fleurs-de-lys et la bande des Bourbon et le burelé et le lion des Estouteville.

La dernière descendante de la famille est Adrienne d'Estouteville (21 octobre 1512 - † 15 décembre 1560 à Trie), fille de Jean III et Jacqueline d'Estouteville, épouse en 1534/1535 du comte François Ier de Bourbon-Saint-Pol. La seigneurie d'Estouteville est alors érigée en duché d'Estouteville. Adrienne d'Estouteville et François de Bourbon-Saint-Pol ont deux enfants, qui reprennent les armes des d'Estouteville :
- François II de Bourbon-Saint-Pol (1536-1546), duc d'Estouteville, comte de Saint-Pol.
- et Marie II de Saint-Pol (née au château de La Fère en 1539, décédée à Pontoise en 1601). Elle transmet les titres de sa famille, dont celui de duc d'Estouteville, aux enfants qu'elle a avec son mari Léonor d'Orléans, duc de Longueville : le duc Henri Ier (dont la petite-fille Marie d'Orléans-Longueville, 1625-1707, est la dernière duchesse de Longueville et d'Estouteville, et la dernière princesse héréditaire de Neuchâtel-Valangin), François de Saint-Pol et de Fronsac, Catherine, Marguerite demoiselle d'Estouville, Antoinette, et Eléonore (dame de Gacé, mariée en 1596 à Charles de Goyon de Matignon (1564-1648) (d'où les Matignon Grimaldi, princes de Monaco).

Le titre de duc d'Estouteville s'éteint en 1707, mais les descendants de la famille continuent à prétendre au titre (en fait, ils ne seront que seigneurs du duché de Longueville). Le prince de Monaco est l'actuel prétendant au titre de duc d'Estouteville.

## Possessions de la famille
Liste par ordre alphabétique et non exhaustive des possessions tenues en nom propre ou en fief de la famille d'Estouteville :
- château de Chanteloup, à Chanteloup.